# Medalha do Mérito Industrial
A Medalha do Mérito Industrial é uma homenagem concedida pela Federação das Indústrias do Estado do Ceará a empresários e outras personalidades com atuação marcante no impulso das atividades fabris e do desenvolvimento econômico do Ceará. Foi instituída em  02 de maio de 1974.
A insígnia da ORDEM tem no anverso o símbolo da FIEC dentro de um círculo dourado, montado sobre uma estrela de oito braços nas cores azul, branco e dourado. O reverso tem o mesmo formato do desenho sem legenda. A fita é de gorgurão de seda chamalotada, com orlas azuis e frisos brancos.

## Homenageados
01 - César Cals de Oliveira Filho

02 - Raul Barbosa

03 - Thomás Pompeu de Souza Brasil Netto

04 - Carlito Narbal Pamplona

05 - Mário Henrique Simonsen

06 - Virgílio de Morais Fernandes Távora

07 - José Dias de Macedo

08 - Albano do Prado Franco

09 - Edson Queiroz

10 - João Gomes Grangeiro

11 - José Danilo Rubens Pereira

12 - Jacks Rabinovich

13 - Firmo Fernandes de Castro

14 - Valfrido Salmito Filho

15 - Francisco Ariosto Holanda

16 - José Adauto Bezerra

17 - Maria Albanisa Rocha Sarasate

18 - Adalberto Benevides Magalhães

19 - Moisés Santiago Pimentel

20 - Hermano Chaves Franck

21 - Ciro Moreira Cavalcanti

22 - Jaime Tomaz de Aquino

23 - Tasso Ribeiro Jereissati

24 - Fernando Nogueira Gurgel

25 - Carlos Mauro Cabral Benevides

26 - Francisco Ivens de Sá Dias Branco

27 - Alexandre Grendene Bartelle

28 - Amarílio Proença de Macêdo

29 - Antonio Balhmann Cardoso Nunes Filho

30 - Antônio de Albuquerque Sousa Filho

31 - Benedito Clayton Veras Alcântara

32 - Alberto Baquit

33 - Demócrito Rocha Dummar

34 - Nilton Moreira Rodrigues

35 - Jaime Machado da Ponte

36 - José Flávio Costa Lima

37 - Raimundo José Marques Viana

38 - Alberto Targino

39 - Alexandre Figueira Rodrigues

40 - Ednilton Gomes de Soárez

41 - Andrea Sandro Calabi

42 - Luis Roberto de Andrade Ponte

43 - Pedro Felipe Borges Neto

44 - Antônio Martins Filho

45 - Lúcio Gonçalo de Alcântara

46 - Luiz Esteves Neto

47 - Yolanda Vidal Queiroz

48 - Martus Antônio Rodrigues Tavares

49 - Francisco Roberto André Gros

50 - Celso Monteiro Furtado

51 - Geraldo Cabral Rôla

52 - Byron Costa Queiroz

53 - Francisco de Queiroz Maia Junior

54 - Carlos Eduardo Moreira Ferreira

55 - José Tavares Lopes

56 - Roberto Cláudio Frota Bezerra

57 - Antônio Cláudio Gomes Figueiredo

58 - Jorge Gerdau Johannpeter

59 - José Tarcísio Rodrigues Pinheiro

60 - Adolfo Araújo

61 - Francisco Régis Cavalcante Dias

62 - Vicente Donini

63 - Hélio Guedes de Campos Barros

64 - Armando de Queiroz Monteiro Neto

65 - Casimiro Montenegro Filho

66 - Lauro Fiuza Júnior

67 - Roberto Smith

68 - Francisco Assis Machado Neto

69 - José Osvaldo Beserra Carioca

70 - Raimundo Delfino da Silva

71 - Fernando Cirino Gurgel

72 - Jocely Dantas de  Andrade Torres

73 - Pedro Philomeno Ferreira Gomes

74 - Airton José Vidal Queiroz

75 - Jorge Parente Frota Júnior

76 - Vicente Mendes Paiva

77 - Ciro Ferreira Gomes

78 - Francisco José Andrade Silveira

79 - João Batista Fujita

80 - Herbert Fisk Johnson Jr

81 - José Vilmar Ferreira

82 - Suzete Dias de Vasconcelos

83 - Ana Lúcia Bastos Mota

84 - Flávio Barreto Parente

85 - Waldyr Diogo de Siqueira Filho

86 - Cid Ferreira Gomes

87 - Francisco Demontiê Mendes Aragão

88 - Valdelírio Pereira de Soares Filho

## 2018
- Élcio Batista
- Elisa Gradvohl
- Edson Queiroz Neto

## 2019
- Aluísio da Silva Ramalho
- Cláudio Sidrin Targino
- Luiz Prata Girão

## 2020
- Igor Queiroz Barroso
- Pio Rodrigues Neto
- Ivan José Bezerra de Menezes

## 2021
- Carlos Pereira de Souza
- Francisco Rogério Osterno Aguiar
- Hermano Franck Júnior

## 2022
- Regina Dias Branco
- Cândido Albuquerque
- José Carlos Pontes

## 2023
- Aline Telles Chaves
- Cristiano Peixoto Maia
- Roberto Pessoa

## 2024
- Mário Araripe
- Deusmar Queirós
- Lourival Tavares